# 水虫の唄
水虫の唄（みずむしのうた）は、日本のフォークソング。

## 概要
ザ・フォーク・クルセダーズが1968年7月1日にアルバム『紀元貮阡年』の先行シングルとして発売した。彼らは曲に合わせていろいろな名前を使い分け、このシングルは「ザ・ズートルビー」という名前で発表した。
1969年7月21日にニッポン放送オールナイトニッポンの人気パーソナリティだった、カメこと亀渕昭信と、アンコーこと斉藤安弘で組んだデュエット「カメ&アンコー」にカバーされ、CBS・ソニーレコード（現：ソニー・ミュージックレコーズ）から発売された。カメ&アンコー版の累計売り上げ枚数は公称21万枚。
当時の甘ったるいラブソングへのアンチテーゼとして水虫と言う材料を混ぜ、さらにクラシックの旋律（前奏の部分ではベートーヴェンの交響曲第6番『田園』の第1楽章冒頭部（第1主題）、曲のサビのところではメンデルスゾーンのピアノ曲『春の歌』（『無言歌集』の中で最も有名な曲））を取り入れパロディ色を強め、高度な反骨メッセージをこめたユーモア・プロテストソングである。
海で彼女から水虫をうつされ未だに悩まされているが、それも良い想い出だと彼女との想い出を振り返る歌。
この曲は元々、1960年代フォークソングのコンサートで歌われていた曲で、神戸のポート・ジュビリーのライブコンサートで活躍していた甲南大生を中心としたフォークバンドのThe Spirits Of Falls（山田進一、菅尾 示、高原杏子、山内十三男、上島隆夫）のオリジナル曲。当時のラジオ関西で流されリクエストが集中しそれを京都中心に活躍していたフォークルがレコード化した、昭和43年度に東芝レコードからシングルとして発売され同年度のヒット賞を受賞した。
『春の歌』をパロディ化したサビの部分は、フォークルにより新たに追加されたものであり、カメ&アンコーもフォークルのバージョンで歌っている。さらにカメ&アンコーのバージョンでは、掛け合いの台詞が追加されている。

## ザ・ズートルビー
ザ・ズートルビー(THE ZOOTOLVY)は、ザ・フォーク・クルセダーズの変名である。「種子ヶ島出身のビートルズのコピーバンド」という設定で活動した。ずうとるびとは無関係。なお、河田藤作は加藤和彦であり、足柄金太は北山修である。また、4人組という設定なのでジャケットには4人写っているが、顔の見えないもう1人はハレンチのジャケットイラストを手がけたイラストレーターの広野勝である。
ザ・ズートルビー名義で発表した楽曲は、「水虫の唄」と「レディジェーンの伝説」のみである。

## 収録曲

### ザ・ズートルビー版（EXPRESS EP-1109）
1. 水虫の唄
作詞・作曲：山田進一、補作詞：足柄金太、補作曲：河田藤作、編曲：ありたあきら
2. レディジェーンの伝説
作詞：足柄金太、作曲：河田藤作、編曲：ザ・ズートルビー

### カメ&アンコー版（CBS・ソニーレコード SONA-86055）
A面・B面共に、原曲にはない台詞が追加されている。
1. 水虫の唄
作詞・作曲：山田進一、補作詞：足柄金太、補作曲：河田藤作、編曲：ありたあきら
2. 海は恋してる
作詞：垣見源一郎、作曲：新田和長、編曲：ありたあきら
  - ザ・リガニーズのカバー。